# Elisha Collier
Elisha Haydon Collier (1788-1856) was een Amerikaanse uitvinder uit Boston, die in de periode 1818-1850 in Engeland woonde. In 1814 vond hij een revolver met een vuursteenslot en automatische toevoer van het pankruit uit, waarop hij in 1818 octrooi kreeg. Vanaf 1819 werd dit ontwerp in productie genomen door John Evans & Son uit Londen. Deze revolver was een van de meest gebruikte vuistvuurwapens in het Britse leger in Brits-Indië.